# Dinoseris
Dinoseris, monotipski biljni rod iz porodice glavočika, dio tribusa Stifftieae. Jedina je vrsta D. salicifolia iz sjeverne Argentine u provincijama Catamarca, Chaco, Jujuy, Salta, Tucuman i Boliviji u provincijama Chuquisaca, Cochabamba, Santa Cruz, Tarija.
Ova vrsta ponekad se vodi kao Hyaloseris salicifolia (Griseb.) Hieron.

## Sinonimi
- Dinoseris salicifolia var. araneosa Kuntze
- Dinoseris salicifolia var. salicifolia
- Hyaloseris boliviensis J. Koster
- Hyaloseris salicifolia (Griseb.) Hieron.
- Dinoseris salicifolia var. normalis Kuntze